# Tīkri
Tīkri är en ort i Indien.   Den ligger i distriktet Baghpat och delstaten Uttar Pradesh, i den norra delen av landet, 70 km norr om huvudstaden New Delhi. Tīkri ligger 239 meter över havet och antalet invånare är 13 646.
Terrängen runt Tīkri är mycket platt. Runt Tīkri är det tätbefolkat, med 913 invånare per kvadratkilometer. Närmaste större samhälle är Kandhla, 13,0 km nordväst om Tīkri. Trakten runt Tīkri består till största delen av jordbruksmark.